# Agénor (otec Európy)
Agénór (řecky Ἀγήνωρ, latinsky Agenor) je v řecké mytologii syn boha moří Poseidóna a nymfy Libye. Podle Vergilia byl králem v Týru a zakladatelem Sidonu.
V bájích má své místo zejména pro své proslavené potomky, jejichž matkou byla jeho manželka Télefassa. Byli to:
- Európa, milenka nejvyššího boha Dia
- Kadmos – thébský král
- Foiníx – foinický král
- Kilix – kilický král
- Fíneus – thrácký král
- Thasos – hrdina

Když Zeus unesl Európu, poslal otec své syny, aby sestru našli. A ať se bez ní nevracejí. Tak se rozešli do dalekých krajů a jak je vidět, čtyři z nich se dostali do dalekých zemí a tam vybudovali svá nová království. Poslední Thasos na své cestě zasvětil v Olympii sochu bohům. Pak se dostal na ostrov Thasos, který osídlil a těžil v jeho bohatých zlatých polích.